# Pressegger See

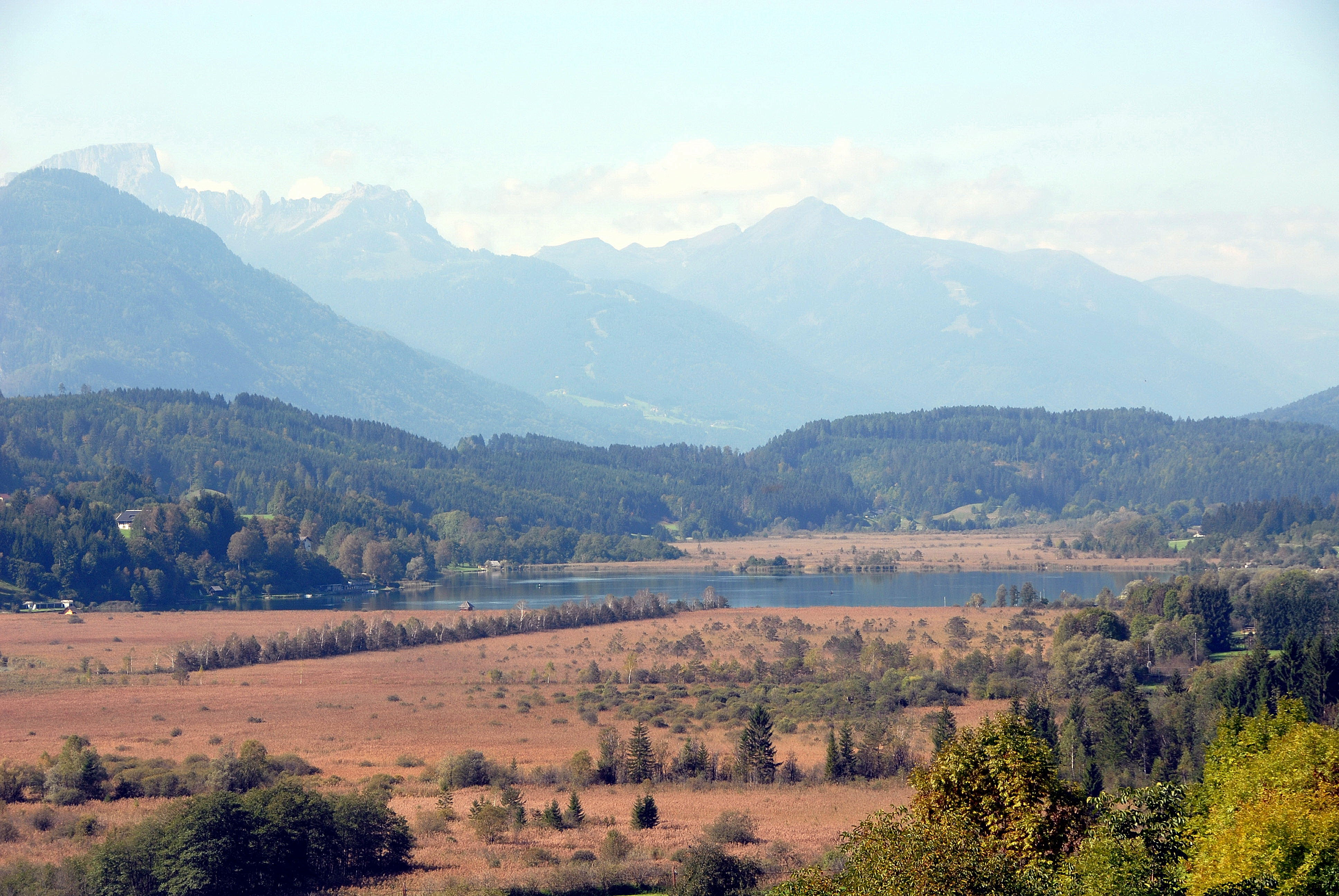
Pressegger See mit Schilfgürtel

Der Pressegger See (slowenisch: Preseško Jezero) liegt im Unteren Gailtal östlich von Hermagor. Mit einer Fläche von 55 Hektar ist er der neuntgrößte See Kärntens. Charakteristisch für diesen See sind die großflächigen Schilfbestände.

## Geographie

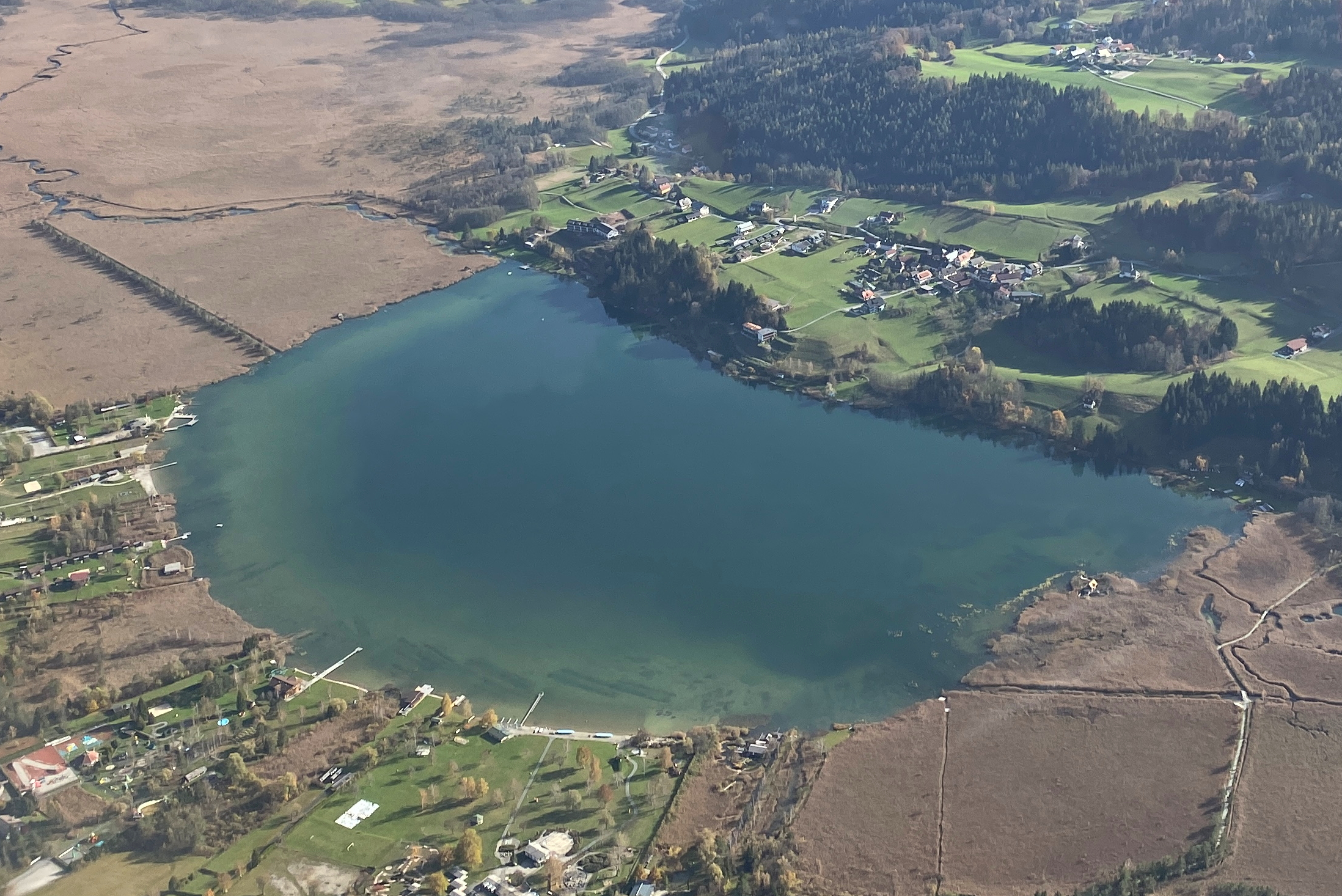
Luftaufnahme des Pressegger Sees

Der See liegt in einem glazial geformten Becken, das eine Nebenfurche des Gailtales bildet. Er stellt den Rest eines nacheiszeitlich wesentlich größeren Sees dar, der durch Verlandung und Schuttkegel verkleinert wurde. Nördlich des Sees liegen die Kalkketten des Spitzegelzuges. Im Südwesten befinden sich die Phyllitrücken von Guggenberg-Egg, die aus kristallinen Schiefern aufgebaut sind.
Der See hat eine Wasserfläche von 55 Hektar. Damit ist er der neuntgrößte See Kärntens. Er hat eine halbkreisförmige Form, die Uferlinie ist wenig differenziert. Die Unterwasserböschungen im Westen, Norden und Osten sind flach abfallend, im Süden sind sie steiler. Der Boden des Sees ist flach. In ihm sind etliche kleine Quelltrichter eingesenkt. Die mittlere Tiefe des Pressegger Sees beträgt 3,4 m. Nur ein Siebtel des Sees ist tiefer als 6 m. Im Bereich der Quelltrichter erreicht der See eine Tiefe von 13 m.
Im Westen und Osten ist der See von natürlichen Schilfbeständen umgeben, im Norden und Süden wurden diese durch Kulturland und Badegelände verdrängt.

## Hydrologie und Ökologie
Der Pressegger See hat einen recht hohen Kalkgehalt. Die Kalkhärte liegt bei rund 10 °dH. Die Kalziumkonzentration liegt bei etwa 50 mg/l. Der pH-Wert liegt zwischen 8 und 9.
Seine Flachheit verbunden mit der sonnigen Lage bedingt die rasche Erwärmung des Sees im Frühsommer auf Temperaturen von 22 bis 24 °C. In 5 bis 8 m Tiefe bildet sich eine Sprungschicht aus mit einem starken Temperaturgefälle. Das Tiefenwasser ist rund 10 °C kalt.
Der Zufluss des Sees erfolgt zu zwei Dritteln über die Vella (0,7 m³/s) und einige kleinere Zubringerbäche, zu einem Drittel über das Grundwasser (rund 0,5 m³/s). Durch den hohen Zufluss wird das Wasser des Sees in nur 20 Tagen ausgetauscht. Der See entwässert über den 3,6 km langen Pressegger-Seebach in die Gail.
Das Auftreten der Trichterquellen ist durch die Kalkschuttkegel bedingt, die vom Fuß des Vellacher Kegels bis in den See reichen. Sie liegen auf einer wasserundurchlässigen eiszeitlichen Grundmoräne und sind ihrerseits von tonigen Ablagerungen bedeckt. Zwischen diesen beiden Schichten staut sich das Bergwasser und tritt in den unterseeischen Quellen aus.
Der hohe Wasserdurchsatz hat verhindert, dass es im See in den 1960er und 1970er Jahren zu starker Eutrophierung kam. Extreme Nährstoffbelastungen und Algenblüten blieben dem See erspart. Die Phosphorkonzentration stieg von unter 10 µg/l im Oberflächenwasser auf etwa das Doppelte an, die höchste Algendichte betrug 2,5 g/m³. Die Eutrophierung erreichte 1983 und 1984 ihren Höhepunkt, wodurch die Eutrophierung im Vergleich zu anderen Kärntner Seen gering blieb. Durch den Bau der Kanalisationsanlagen ab 1969 wurde die Wasserqualität wesentlich verbessert, sodass der See heute als oligotroph eingestuft wird. 1999 etwa lag die Phosphorkonzentration unter 5 µg/l, die Algenbiomasse bei 0,3 g/m³. Die Sichttiefe liegt bei 5 bis 6 m und reicht damit in weiten Teilen des Sees bis zum Grund.
Eine Spätfolge des Nährstoffeintrags der 1960er und 1970er Jahre war, dass es nach dem Wieder-Klarerwerden des Wassers zu einem erhöhten Wachstum der Unterwasserpflanzen kam, die nun vom Lichteinfall bis zum Seegrund und von den früher abgelagerten Nährstoffen profitierten. Dadurch kam es zu Beeinträchtigungen des Badebetriebes. In den 1990er Jahren wurde aus den Badebereichen am Nord- und Südufer der Bodenschlamm mit Saugbaggern entfernt. Heute wird der Pflanzenbewuchs mittels Mähboot regelmäßig geschnitten und entfernt.

## Flora und Fauna
Bedingt durch die geringe Tiefe und die Klarheit des Wassers ist der See großflächig mit Wasserpflanzen bewachsen: Tannenwedel (Hippuris vulgaris), Gelbe Teichrose (Nuphar lutea) und Armleuchteralgen (Chara sp.).
Bedingt durch das geringe Nährstoffangebot und die hohe Durchflutung ist der Bestand an Phytoplankton relativ gering. Vorherrschend sind dabei die Kieselalgen. Zweitgrößte Gruppe sind die Goldalgen, die charakteristisch für saubere, kühle Gewässer sind und deren Hauptentfaltung im Frühjahr und im August liegt.
Am Pressegger See wächst der größte zusammenhängende Kärntner Bestand an Schilf (Phragmites australis). Die Bestände sind bis 3 m hoch. Neben dem Schilf sind andere Röhrichtpflanzen wie Teichbinse (Schoenoplectus lacustris) und Schneideried (Cladium mariscus) von untergeordneter Bedeutung. Landwärts wird das Schilf von Seggenrieden und Schwarzerlen-Beständen abgelöst. Charakteristische Pflanzen dieses Übergangsbereiches sind Carex elata, Menyanthes trifoliata, Peucedanum palustre, Lysimachia vulgaris und Lythrum salicaria. Eine in Mitteleuropa selten gewordene Orchidee, der Glanzstendel (Liparis loeselii), kommt in den Verlandungsmooren vor.
Die Bruchwälder um den See werden als einzige Baumart von der Schwarz-Erle (Alnus glutinosa) gebildet. Im Bereich des Seeabflusses mischt sich hier auch die Grau-Erle (Alnus incana) hinzu, ein für Kärnten eher seltener Vegetationstyp. An den Bruchwald grenzen ausgedehnte Feuchtwiesen, Heimat seltener Pflanzenarten und in der Vergangenheit Grundlage für die bedeutende Gailtaler Pferdezucht.
Das Zooplankton ist durch verschiedene Tiergruppen vertreten. Zahlreich vorkommende Vertreter der Rädertierchen sind Polyarthra vulgaris, Gastropus stylifer, Ascomorpha ovalis und Asplanchna priodonta; seltener sind Keratella cochlearis, Kellicottia longispina, Ploesoma truncatum und Hexarthra mira. Häufigster Vertreter der Ruderfußkrebse ist Eudiaptomus graciloides, seltener sind die räuberischen Cyclops bohater und Eucyclops serrulatus. Es gibt sechs Arten von Blattfußkrebsen, darunter Daphnia hyalina.
Charakteristische Vögel, die an den Schilfgürtel gebunden sind, sind Teichrohrsänger, Schilfrohrsänger, Rohrschwirl und Zwergrohrdommel. Typische Wasservögel sind Stockente, Blässhuhn und Haubentaucher. Teichhuhn, Zwergtaucher und Wasserralle leben im Verborgenen und werden selten gesichtet. Für das Tüpfelsumpfhuhn gab es 1976 den letzten Brutnachweis. Seltene Brutvögel sind der Karmingimpel und die Aschkopf-Schafstelze.
Eine in Kärnten stark gefährdete Libellenart ist die Gemeine Keiljungfer (Gomphus vulgatissimus). Im Seggen- und Röhrichtbereich hat die Bauchige Windelschnecke (Vertigo moulinsiana) ihren westlichsten Standort in Kärnten.
Im See leben 12 Fischarten: Hecht, Wels, Aitel, Bitterling, Brachse, Karpfen, Laube, Rotauge, Rotfeder, Schleie, Barsch und Zander. Der Edelkrebs kommt im See sowie in Zu- und Abfluss sehr zahlreich vor. Im Abfluss sind Karpfen, Rotaugen, Aiteln und Welse am häufigsten, der Fischbestand ist hier aufgrund der Strukturvielfalt außerordentlich hoch (bis knapp 9000 kg/ha).

## Nutzung
Der Pressegger See ist ein beliebtes, relativ warmes Badegewässer. Die Tourismusgeschichte am See beginnt etwa 1890 und verlief wegen der Abgeschiedenheit des Gailtales zunächst eher langsam. Die Sommerfrischler konzentrierten sich jedoch bald im Bereich des Sees und im Ort Hermagor. Nach dem Ersten Weltkrieg steigerte sich das Fremdenverkehrsaufkommen, im Jahre 1932 beantragte die Gemeinde Möschach (heute ein Teil von Hermagor) die Bildung eines Ortes Pressegger See, heute neben Sonnleitn und Sonnenalpe Naßfeld einer von drei Orten, die auf den Tourismus zurückgehen. Einen großen Aufschwung erfuhr der Tourismus in der Wirtschaftswunderzeit der 1950er Jahre. In dieser Zeit wurden am See auch zwei Camping-Plätze errichtet. 1967 wurde das Hermagorer Strandbad eröffnet. Dieses wurde 1992 saniert, auch wurde hier der „Erste Kärntner Erlebnispark“ eröffnet mit großer Wasserrutsche und Luna Loop.
Fischereiberechtigt ist am See eine lokale Familie. Gefangen werden vor allem Karpfen, Schleien, Hechte und Welse. Im Abfluss liegt das Fischereirecht bei einer weiteren Familie.
Bis zum Auftreten der Krebspest, ab 1879, war auch der Edelkrebs von wirtschaftlicher Bedeutung. Die gefangenen Tiere wurden auf den Märkten von Villach und Klagenfurt verkauft und mit der Bahn sogar bis Wien verschickt.

## Landschaftsschutzgebiet
1970 wurde der Pressegger See mit den umgebenden Flächen zum Landschaftsschutzgebiet erklärt (LGBl. Nr. 89/1970, Nr. 62/1983). Es ist 416 Hektar groß.

## Belege
1. 1 2 3 4 5 6  Bundesamt für Wasserwirtschaft (Hrsg.): Atlas der natürlichen Seen Österreichs mit einer Fläche ≥ 50 ha. Morphometrie - Typisierung - Trophie. Stand 2005. Schriftenreihe des Bundesamtes für Wasserwirtschaft, Band 29, Wien 2008, S. 64 (PDF; 9 MB)
2. 1 2 3 4  Kärntner Institut für Seenforschung: Kärntner Seenbericht 1992. 60 Jahre Seenforschung, 30 Jahre Seensanierung. (= Veröffentlichungen des Kärntner Instituts für Seenforschung 7) Klagenfurt 1992, S. 417–429.
3. 1 2 3 4 5 6 7 8 9 10 11 12 13  W. Honsig-Erlenburg, W. Petutschnig (Hrsg.): Der Pressegger See und seine Verlandungszonen. In: Die Gewässer des Gailtales. Naturwiss. Verein Kärntens, Klagenfurt 2002, ISBN 3-85328-021-8, S. 151–168.
4. ↑  Werner Petutschnig: Die Vogelwelt. In: Heidi Rogy (Hrsg.): Stadtgemeinde Hermagor-Pressegger See. Geschichte, Kultur, Natur. (=Aus Forschung und Kunst Band 38) Verlag des Geschichtsvereines für Kärnten, Klagenfurt am Wörthersee 2010, ISBN 978-3-85454-118-9, 385–388.
5. 1 2  Wolfgang Honsig-Erlenburg: Fische und Fischerei. In: Heidi Rogy (Hrsg.): Stadtgemeinde Hermagor-Pressegger See. Geschichte, Kultur, Natur. (=Aus Forschung und Kunst Band 38) Verlag des Geschichtsvereines für Kärnten, Klagenfurt am Wörthersee 2010, ISBN 978-3-85454-118-9, S. 407–410.
6. ↑  Heidi Rogy: Die Entwicklung des Fremdenverkehrs im Bereich von Hermagor. In: Heidi Rogy (Hrsg.): Stadtgemeinde Hermagor-Pressegger See. Geschichte, Kultur, Natur. (=Aus Forschung und Kunst Band 38) Verlag des Geschichtsvereines für Kärnten, Klagenfurt am Wörthersee 2010, ISBN 978-3-85454-118-9, S. 145–156.
7. ↑  Erlebnispark Pressegger See
8. ↑  Jürgen Petutschnig: Baden mit Flusskrebsen. Flusskrebse in der Stadtgemeinde Hermagor-Pressegger See. In: Heidi Rogy (Hrsg.): Stadtgemeinde Hermagor-Pressegger See. Geschichte, Kultur, Natur. (=Aus Forschung und Kunst Band 38) Verlag des Geschichtsvereines für Kärnten, Klagenfurt am Wörthersee 2010, ISBN 978-3-85454-118-9, S. 411–413.